# Phazaca pedionoma
Phazaca pedionoma är en fjärilsart som beskrevs av Reginald James West 1932.
Phazaca pedionoma ingår i släktet Phazaca och familjen Uraniidae. Inga underarter finns listade i Catalogue of Life.